# Курбанов, Олимохун
Олимохун Курбанов — советский хозяйственный, государственный и политический деятель, Герой Социалистического Труда.

## Биография
Родился в 1900 году в Коканде. Член КПСС с 1940 года.
С 1920 года — на хозяйственной, общественной и политической работе. В 1920—1960 годах — батрак в Джалалабаде и Избасканском районе Андижанской области, колхозник, бригадир колхоза имени Тельмана Пахтаабадского района, заведующий райкомземом, председатель, звеньевой, вновь председатель колхоза имени Сталина Пахтаабадского района Андижанской области.
Указом Президиума Верховного Совета СССР от 11 января 1957 года присвоено звание Героя Социалистического Труда с вручением ордена Ленина и золотой медали «Серп и Молот».
Избирался депутатом Верховного Совета Узбекской ССР 1—5-го созывов.
Умер после 1980 года.